# Université de Versailles-Saint-Quentin-en-Yvelines
Université de Versailles-Saint-Quentin-en-Yvelines er et universitet  i Versailles, Frankrig etableret i 1991.